# 1728
Évszázadok: 17. század – 18. század – 19. század
Évtizedek: 1670-es évek – 1680-as évek – 1690-es évek – 1700-as évek – 1710-es évek – 1720-as évek – 1730-as évek – 1740-es évek – 1750-es évek – 1760-as évek – 1770-es évek
Évek: 1723 – 1724 – 1725 – 1726 –  1727 – 1728 – 1729 – 1730 – 1731 – 1732 – 1733

## Események

### Határozott dátumú események
- július 23. - A szegedi nagy boszorkányper során tizenhárom boszorkányként elítélt embert égettek el máglyán.[1]

### Határozatlan dátumú események
- Jean-Baptiste Falcon(wd) kártyavezérléses selyemszövő gépet épít Lyonban.[2][3]

## Születések
- június 16. – Niccolò Piccinni, olasz zeneszerző, korának egyik legnépszerűbb opera komponistája († 1800)
- október 27. – James Cook, angol tengerésztiszt, felfedező († 1779)
- november 10. – Oliver Goldsmith, ír származású angol író († 1774)
- december 25. – Johann Adam Hiller német zeneszerző, karmester, zenetanár és író († 1804)

## Halálozások
- augusztus 15. – Marin Marais, francia zeneszerző és viola da gamba-játékos (* 1656)